# Walter Ayoví
Walter Orlando Ayoví Corozo (Camarones, 11 de agosto de 1979) é um ex-futebolista equatoriano que atuava como lateral-esquerdo.

## Clubes
Defendeu ao longo da carreira Emelec, Barcelona de Guayaquil, Al Wasl, El Nacional, Monterrey, Pachuca, Dorados de Sinaloa e Guayaquil City.

## Seleção Equatoriana
Walter Ayoví fez parte do elenco da histórica Seleção Equatoriana de Futebol da Copa do Mundo de 2014.

## Vida pessoal
É irmão do também futebolista Jaime Ayoví. 

## Títulos
Emelec
- Campeonato Equatoriano - Serie A: 2001, 2002

El Nacional
- Campeonato Equatoriano - Serie A: 2006[2]

Monterrey
- Campeonato Mexicano: Apertura 2009, 2010
- CONCACAF Champions League: 2010–11, 2011–12, 2012–13[1]